# Speaking in Tongues (Talking Heads)
| Recensione | Giudizio |
| ---------- | -------- |
| AllMusic   | [ 1 ]    |

Speaking in Tongues  è il quinto album del gruppo musicale statunitense Talking Heads, pubblicato il 31 maggio 1983. Il titolo può essere tradotto in italiano con il termine glossolalia. Da questa pubblicazione in poi, fino al 1986 con l'uscita dell'album True Stories, gli album saranno tutti autoprodotti dalla band. 

## Descrizione
Dall'album furono estratti tre singoli: Burning Down The House, This Must Be the Place (Naive Melody) e Girlfriend is Better. Il tour che ne seguì fu documentato nel film di Jonathan Demme Stop Making Sense, che diede vita a un album dal vivo con lo stesso titolo. Tale titolo proviene dalla frase ripetuta più volte nella canzone Girlfriend is Better.
Nel febbraio del 2006 il disco fu ripubblicato nel formato Dualdisc, in cui gran parte delle canzoni erano presentate in versione estesa. Il lato CD includeva due ulteriori canzoni: Two Note Swivel e un altro missaggio di Burning Down the House. Il lato DVD-A conteneva le versioni stereo e 5.1 surround ad alta risoluzione (96 kHz, 24 bit), oltre a quella Dolby Digital 5.1, una nuova versione di Burning Down the House che enfatizzava la sperimentazione delle possibilità del suono surround e i video di Burning Down the House e This Must Be the Place con audio Dolby Digital a due canali. In Europa fu pubblicato su due supporti distinti invece di uno solo.
David Byrne fu l'autore della copertina originaria. L'artista Robert Rauschenberg vinse un Grammy per l'edizione limitata, formata da un disco trasparente insieme ad altri tre stampati con collage simili in tre colori differenti.
Byrne ha affermato, a parziale spiegazione del titolo dell'album:
(David Byrne)

## Tracce
Tutti i testi sono stati scritti da David Byrne. Tutte le musiche sono state composte dai Talking Heads.

### Edizione 1983
Lato A
1. Burning Down the House – 4:00
2. Making Flippy Floppy – 4:36
3. Girlfriend Is Better – 4:25
4. Slippery People – 5:06
5. I Get Wild/Wild Gravity – 4:06

Lato B
1. Swamp – 5:09
2. Moon Rocks – 5:04
3. Pull Up the Roots – 5:08
4. This Must Be the Place (Naive Melody) – 4:56

### Edizione 2006
1. Burning Down the House – 4:01
2. Making Flippy Floppy – 5:53
3. Girlfriend Is Better – 5:42
4. Slippery People – 5:05
5. I Get Wild/Wild Gravity – 5:16
6. Swamp – 5:12
7. Moon Rocks – 5:45
8. Pull Up the Roots – 5:09
9. This Must Be the Place (Naive Melody) – 5:03
10. Two Note Swivel – 5:51
11. Burning Down the House (versione alternativa) – 5:09

## Formazione
Talking Heads
- David Byrne – voce, tastiere, chitarra, basso, percussioni
- Chris Frantz – batteria, cori, sintetizzatore
- Jerry Harrison – tastiere, chitarra, cori
- Tina Weymouth – sintetizzatore e contrabbasso, cori, chitarra

Musicisti aggiuntivi
- Wally Badarou sintetizzatore
- Raphael DeJesus – percussioni
- Nona Hendryx – cori
- Richard Landry – sassofono
- Dolette McDonald – cori
- Steve Scales – percussioni
- Shankar – violino
- David Van Tieghem – percussioni
- Alex Weir – chitarra
- Bernie Worrell – sintetizzatore

Personale tecnico
- John Convertino – aiuto-ingegnere
- Franklin Gibson – aiuto-ingegnere per l'overdubbing, missaggio
- Ted Jensen – creazione del master audio
- Butch Jones – ingegnere
- Jay Mark – aiuto-ingegnere per l'overdubbing, missaggio
- Alex Sadkin – ingegnere per l'overdubbing, missaggio

## Classifiche

### Classifiche settimanali
| Classifica (1983/84) | Posizione massima |
| -------------------- | ----------------- |
| Australia            | 15                |
| Austria              | 20                |
| Canada               | 7                 |
| Francia              | 18                |
| Germania             | 10                |
| Norvegia             | 11                |
| Nuova Zelanda        | 3                 |
| Paesi Bassi          | 14                |
| Regno Unito          | 21                |
| Stati Uniti          | 15                |
| Svezia               | 12                |

### Classifiche di fine anno
| Classifica (1983) | Posizione |
| ----------------- | --------- |
| Canada            | 15        |
| Nuova Zelanda     | 14        |
| Stati Uniti       | 82        |
| Classifica (1984) | Posizione |
| Nuova Zelanda     | 10        |
| Stati Uniti       | 99        |